# Liski (gmina)
Liski, Lisków – dawna gmina wiejska istniejąca w latach 1945–1946 w okręgu mazurskim (IV) (dzisiejsze woj. warmińsko-mazurskie). Siedzibą władz gminy były Liski (1945 jako Lisków).

## Niemcy
Gmina zbiorowa Liski (Amtsbezirk Liesken) powstała 11 czerwca 1874 w Prusach Wschodnich w powiecie frydlandzko-bartoszyckim. W jej skład weszły gminy jednostkowe Dompendehl (Domarady), Groß Söllen (Szylina Wielka), Klein Söllen (Szylina Mała), Roskeim (Roskajmy), Skitten (Skitno) i Wehrwilten (Wirwilty) oraz obszar dworski Liesken (Liski) z okolicą Grundmühle (Grąd).
- 1 stycznia 1908 utworzono gminę jednostkową Sauerschienen (Zawiersze), a okolicę Grundmühle przekształcono w odrębny obszar dworski.
- 30 września 1928 połączono gminy jednostkowe Groß Söllen i Klein Söllen oraz obszary dworskie Liesken i Grundmühle w jedną gminę jednostkową o nazwie Söllen (Szylina), do której włączono także obszar dworski Roschehnen (Rusajny) z Amtsbezirk Landskron.
- 1 kwietnia 1937 od Amtsbezirk Liesken odłączono gminę jednostkową Sauerschienen, włączając ją do gminy jednostkowej Siddau (Żydowo) w Amtsbezirk Liekeim.
- 1 kwietnia 1938 od Amtsbezirk Liesken odłączono gminę jednostkową Dompendehl, łącząc ją z gminą jednostkową Juditten w Amtsbezirk Schönbruch.
- 1 kwietnia 1939 do gminy jednostkowej Roskeim w Amtsbezirk Liesken włączono zniesioną gminę jednostkową Thorms z Amtsbezirk Landskron.

I tak 1 stycznia 1945 Amtsbezirk Liesken składał się z czterech gmin jednostkowych (Roskeim, Skitten, Söllen i Wehrwilten) oraz jednego obszaru dworskiego (Liesken).

## Polska
Gmina Liski powstała po II wojnie światowej, 25 lipca 1945 roku, na terenie tzw. Ziem Odzyskanych, jako jedna z siedmiu gmin powiatu bartoszyckiego. W jej skład weszły gromady: Domarady, Roskajmy, Skitno, Szylina i Wirwilty oraz zniesiony obszar dworski Liski (włączony do gromady Roskajmy).
Po ustaleniu granicy polsko-radzieckiej obszar gminy Szczurkowo znalazł się częściowo po stronie radzieckiej, przez co część jej obszaru, która pozostała przy Polsce włączono do gminy Liski (gromada Domarady, gdzie ustalno nową siedzibę gminy Liski). Zarządzeniem polustracyjnym z 12 lutego 1946 roku wojewoda Zygmunt Robel nakazał likwidacji gminy Liski, po czym jej obszar podzielono między gminy Dąbrowa (Sktino, Szylina i Wirwilty) i Smolanka, którą równocześnie przekształcono w gminę Sępopol (Domarady i Roskajmy z Liskami).